# ダウエント・ホイットルセー
ダウエント・ステインソープ・ホイットルセー（Derwent Stainthorpe Whittlesey、1890年 - 1956年）は、アメリカ合衆国の地理学者。1936年に「世界の農業地域区分」を発表し、世界の農業地域を13種類に区分した。

## 経歴
歴史学を修めた後シカゴ大学でエレン・センプルから地理学を学んだ。その後、シカゴ大学の教員となり「地理学概論」・「政治地理学」などの講義を行っていたが、その受講生の中にリチャード・ハーツホーンがいた。ハーツホーンはホイットルセーの影響を受け、後に政治地理学の研究を行っている。また1927年にジョン・レイリーがアメリカ中西部の地理学を瑣末なものとして批判したことに不満を持ったハーツホーンに反論を書くよう勧め、ホイットルセーが編集長を務める『アメリカ地理学会年報』（Annals of the  Association of American Geographers）に「地理学の本質」（Nature of Geography）と題した雑誌2号に渡るハーツホーンの論文を編集長の権限で掲載した。
カリフォルニア大学バークレー校から教授職を提示されるも、センプルに反対され辞退、代わりにカール・O・サウアーが着任した。1928年、ハーバード大学に移籍。この時、バークレーで確固たる地位を築き始めていたサウアーから激励の手紙を受け取っており、地形輪廻で有名なウィリアム・モーリス・ディヴィス以来の伝統的な地質・地理学科で人文地理学を打ち立てようと奮起したと考えられる。ホイットルセーは自身と同じく歴史の側面を重視するサウアーをライバル視している一面が見受けられ、上述のハーツホーンの「地理学の本質」は、事実上サウアーの地理学を否定する内容となっている。
ハーバードでの講義の受講者には、後に連合国軍最高司令官総司令部の天然資源局技術顧問として日本へ渡ったエドワード・オーガスタス・アッカーマンがいた。そして、表向きは財政難、実際はアッカーマンのハーバード大学準教授昇任を巡る地質学系と地理学系の綱引きにより、1948年2月に地質・地理学科の閉鎖が決定した。アッカーマンや地質・地理学科を守ろうと努力したエドワード・アルマンは閉鎖後、他大学に移ったが、ホイットルセーは1956年に急死するまでハーバードに残った。こうしてホイットルセーはハーバード大学最後の地理学者となったのであった
。なお、ハーバード大学地質・地理学科廃止を阻止できたのではないかと考えられる人物としてイザイア・ボウマンが挙げられるが、ボウマンは同じ政治地理学で考え方の合わないホイットルセーを嫌い、母校のハーバード大学でホイットルセーが教壇に立っていることを快く思っていなかったからか、廃止に関して何らの関与もしなかった。

## ホイットルセーの理論

### 遷移的占拠（Sequent occupance）
時代ごとの地域における人間集団の土地占拠の様相を記述しようとするもの。時間軸を採用しているところにディヴィスの影響が窺える。

### 地域論
ホイットルセーによれば、地域とは「何らかの意味での一体性をもつ地表の広がり（範囲）」であるといい、さらに地域を以下の3種類に分類した。
1. 単一指標地域（single feature region）：ある1つの共通性を持つ区域。
2. 複合指標地域（multiple feature region）：2つ以上の共通性を持つ区域。
3. 全体地域（total(feature) region, compage）：自然的指標と社会的指標を高度に組み合わせて複合的に分析した結果、共通性を認められる区域。

### ホイットルセーの農業地域区分

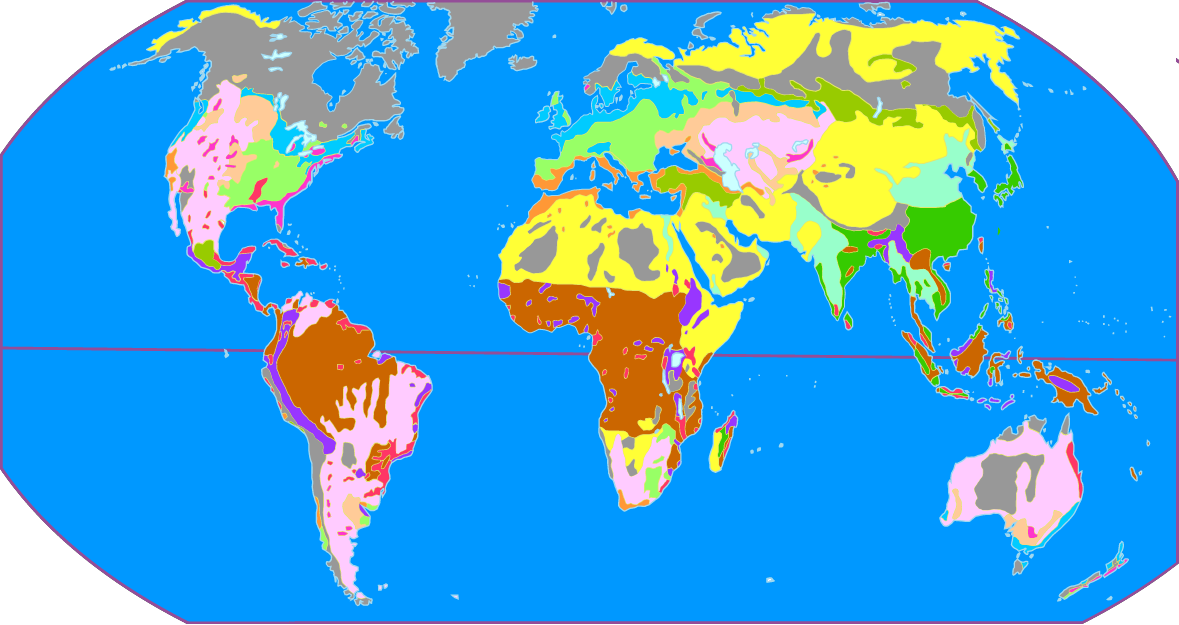
ホイットルセーの農業地域区分図
凡例は本文を参照。■（灰色）は非農業地域（林業を含む。）

ホイットルセーは、世界の農業（農牧業）地域を生産目的（自給的か商業的か）、生産性（粗放的か集約的か）、家畜と作物の組み合わせなどに着目し、13に区分した。分類にあたって自然条件・経済条件・文化的要素総合的な視点を用い、指標の取り方も妥当であると評価されている。また、世界的な分布図で表現したことから、現時点で最も広範に用いられる農業区分となっている。現行の日本の高等学校の「地理A」・「地理B」で学習する農業地域区分はホイットルセーによるものであり、大学入学試験に出題されることがある。（より正確に言えば、ホイットルセーが発表した農業地域区分に修正を加えたものを学習している。）
- ホイットルセーによる農業地域区分[20][21]

1. 遊牧■（黄色）
家畜の飼養のみを行い、草や水を求めて移動する。中央アジア・北アフリカ・北極圏など[22]。
2. 企業的放牧（企業的牧畜）■（桃色）
飼料やウシ・ヒツジなどを主に商品とするために飼育する。新大陸のステップ気候地帯が中心[23]。
3. 移動農業（焼畑農業）■（茶色）
作物栽培のみを行い、住居を移動しながら非定住農業を行う。
4. 初期定着農業（粗放的定住農業）■（紫色）
作物と少数の家畜を組み合わせ、簡単な定住を伴う粗放的な農業を行う。
5. 集約的自給的稲作農業■（緑色）
現行の地理の教科書では「アジア式稲作農業」という表現も使われる[22]。稲作・自給を中心とし、灌漑が発達している。東アジア・東南アジア・南アジアで展開する[22]。
6. 集約的自給的畑作農業■（アクアマリン）
現行の地理の教科書では「アジア式畑作農業」という表現も使われる[22]。稲以外の作物栽培を主に自給のために行う。中国の東北地方・華北やインドのパンジャーブ・デカン高原が中心[22]。
7. 自給的混合農業■（オリーブ色）
小麦以外の麦類を主に自給用に栽培し、少数の家畜飼育と組み合わせる。ロシア・トルコ・東ヨーロッパなど[24]。
8. 商業的混合農業■（黄緑色）
小麦を自給用と販売用に栽培し、肉用の家畜飼育と組み合わせる。資本集約的で収益性が高い。西ヨーロッパ・アメリカのコーンベルト、アルゼンチンのパンパ（湿潤パンパ）など[24]。
9. 商業的酪農（酪農）■（空色）
飼料作物と乳牛を組み合わせ、ほぼ商品用に農業生産を行う。収益性が高く、機械化も進んでいる。北海沿岸・五大湖沿岸など[24]。
10. 地中海式農業■（オレンジ色）
小麦・オリーブ・果樹栽培を自給と出荷のために生産する。集約的な農業となるが、大土地所有制の下では粗放的になる。地中海性気候の地域で展開される[24]。
11. 商業的穀物農業（企業的穀物農業）■（薄橙色）
小麦・飼料作物・少数の家畜を主に販売目的で生産する。単収は低いが機械で大規模に展開する。新大陸やロシアの半乾燥地で展開される[24]。
12. 商業的プランテーション（プランテーション農業）■（赤色）
熱帯の商品作物を安価な労働力を導入して、高い収益を出す農業。
13. 特殊園芸農業（園芸農業）■（マゼンタ）
主に出荷用に果樹・花卉・野菜を高い土地生産性・労働生産性・収益を出して生産する。大都市で発達し、北海・地中海・アメリカ大西洋の各沿岸が特に卓越する[24]。

上記のうち、いずれか一つを除いて12区分とすることがある。

## 著書
- 『地球と国家―政治地理学の一研究』（The earth and the state : a study of political geography）1939年（1972年版 ISBN 0405045972）
- 『ダカールおよび他のヴェルデ岬の集落』（Dakar and the other cape Verde settlements）1943年
- 『ヨーロッパの歴史の環境的形成』（Environmental foundations of European history）1949年

### 共著
- 『経済的生活との関連においての自然環境』（Natural environment as related to economic life）1927年
  - ウェリントン・ジョーンズ（Wellington D. Jones）との共著
- 『ドイツの世界征服戦略』（German strategy of world conquest）1942年
  - チャールズ・コルビー、リチャード・ハーツホーンとの共著